# Зовнішній грейзер
Зовнішній грейзер — один із шести типів орбіт астероїдів і космічних апаратів навколо Сонця відносно планет Сонячної системи. На малюнку цей тип показано усередині знизу. Сонце позначено помаранчевою точкою, а товстою жовтою смугою показано орбіту внутрішньої планети, обмежену відстанню від Сонця в перигелії й афелії. Астероїд входить зовні Сонячної системи в орбіту внутрішньої планети, не перетинаючи її.